# Krožna polarizacija
Krožna polarizacija elektromegnetnega valovanja je vrsta polarizacije, kjer vrh vektorja električnega polja opisuje krožnico (glej animacijo na desni). Krožna polarizacija je samo splošni primer eliptične polarizacije. Najlažje pa je razumljiva linearna polarizacija. Krožno polarizacijo lahko obravnavamo kot superpozicijo dveh pravokotnih linearno polariziranih valovanj, katerih faza se razlikuje za 90°. Kadar pa se v obeh pravokotnih valovanjih amplitude razlikujeta, dobimo eliptično polarizirano valovanje.

## Opis krožno polariziranega valovanja
Pri krožno polariziranem valovanju (glej sliko na desni) ima amplituda vedno enako velikost, njena usmeritev pa kroži. 
Krožno polarizirano valovanje je superpozicija dveh valovanj, ki nihata v pravokotnih ravninah. Komponenti električnega polja lahko zapišemo kot 
{\displaystyle {\vec {E}}_{x}(z,t)=E_{0}\cos(kz-\omega t){\vec {i}}\!} 

{\displaystyle {\vec {E}}_{y}(z,t)=E_{0}\cos(kz-\omega t+\phi ){\vec {j}}\!}
kjer je
- {\displaystyle {\vec {E}}_{x}(z,t)\!} komponenta električnega polja v smeri osi x
- {\displaystyle {\vec {E}}_{y}(z,t)\!} komponenta električnega polja v smeri osi y
- {\displaystyle \omega \!} krožna frekvenca {\displaystyle \omega =c.k\!}
  - {\displaystyle c\!} hitrost svetlobe
  - {\displaystyle k\!} valovno število
- {\displaystyle {\vec {i}}\!} enotski vektor na osi x
- {\displaystyle {\vec {j}}\!} enotski vektor na osi y
- {\displaystyle \phi \!} fazna razlika med obema valovanjema
- {\displaystyle t\!} je čas
- {\displaystyle z\!} smer gibanja valovanja

Fazna razlika je enaka 90°, amplituda pa je v obeh smereh enaka. Kadar amplitude ni enaka, dobimo eliptično polarizirano valovanje. Tudi linearno polarizirano valovanje dobimo s pomočjo dveh polariziranih valov. 

## Levo in desno krožno polarizirano valovanje
Pri krožno polariziranem valovanju je lahko fazna razlika enaka {\displaystyle \phi =2m\pi -\pi /2\!} ({\displaystyle m=0,\pm 1,\pm 2,\ldots \!}). Superpozicija obeh valovanj je v tem primeru enaka 
{\displaystyle {\vec {E}}_{L}(z,t)=E_{0}[\cos(kz-\omega t){\vec {i}}+\sin(kz-\omega t){\vec {j}}]\!}.
Takšno krožno polarizirano valovanje imenujemo desno krožno polarizirano valovanje. 
Kadar pa je fazna razlika enaka {\displaystyle \phi =2m\pi +\pi /2\!} ({\displaystyle m=0,\pm 1,\pm 2,\ldots \!}), dobimo levo krožno polarizirano valovanje. V tem primeru je superpozicija valovanj enaka
{\displaystyle {\vec {E}}_{D}(z,t)=E_{0}[\cos(kz-\omega t){\vec {i}}-\sin(kz-\omega t){\vec {j}}]\!}
Amplituda električnega polja je v obeh primerih konstantna, spreminja pa se njena smer.
Krožno polarizirano valovanje je torej lahko desno ali levo polarizirano. Znana sta dva različna dogovora o tem katero je desno in katero levo krožno polarizirano valovanje. V fiziki, astronomiji in optiki vrsto polarizacije določijo tako kot jo vidi opazovalec, ki gleda proti izvoru valovanja. Vrsto krožne polarizacije dobimo tako, da palec leve ali desne roke usmerimo proti izvoru valovanja (to je v nasprotni smeri od širjenja valovanja). Pri tem primerjamo ukrivljenost prstov s smerjo vrtenja električnega ali magnetnega polja v valovanju. Smer vrtenja se ujema z eno izmed rok, ki tako določa desno ali levo polarizacijo.
To pomeni, da opazovalec, ki gleda proti izvoru valovanja, vidi, da se pri desno krožno polariziranem valovanju polje vrti v smeri urinega kazalca. Pri levo krožno polariziranem valovanju pa opazovalec vidi kot da se polje vrti v obratni smeri od vrtenja kazalcev na uri.
V nasprotju s tem pa elektroniki gledajo od izvora valovanja v smeri širjenja. Za njih je določanje vrste polarizacije obratno. Palec leve ali desne roke usmerijo v smer širjenja valovanja (to je od antene navzven). Pri tem prav tako opazujejo ukrivljenost prstov. Roka pa določa levo ali desno polarizacijo oddanih elektromagnetnih valov. 